# Slovenský futbalový zväz
Slovenský futbalový zväz (SFZ) – ogólnokrajowy związek sportowy działający na terenie Słowacji, posiadający osobowość prawną, będący jedynym prawnym reprezentantem słowackiej piłki nożnej (jedenastoosobowej, halowej, plażowej zarówno mężczyzn, jak i kobiet we wszystkich kategoriach wiekowych) w kraju i za granicą.